# Atteva aurata
Atteva aurata is een vlinder uit de familie van de Attevidae. De wetenschappelijke naam van de soort is voor het eerst geldig gepubliceerd in 1882 door Butler als Corinea aurata.